# Paul Temple und der Fall Gilbert
Paul Temple und der Fall Gilbert  ist ein achtteiliges Hörspiel aus der Paul-Temple-Reihe von Francis Durbridge, das der WDR im Jahre 1956 produzierte und in der Zeit vom 4. Januar bis 22. Februar 1957 erstmals ausstrahlte. Die gesamte Spieldauer beträgt 290 Minuten.

## Titel der einzelnen Folgen
1. Zum Tode verurteilt
2. Der dritte Schuh
3. Peter Galino
4. La Mortola
5. Vorahnungen
6. Eine Warnung von Miss Wayne
7. Der Brief
8. Hamilton

## Handlung
Der Schriftsteller und Privatdetektiv Paul Temple und seine Frau Steve stecken mitten in den Urlaubsvorbereitungen. Da taucht Wilfried Sterling bei ihnen auf. Seine Tochter Brenda, ein Mannequin, ist vor einiger Zeit ermordet worden. Auf Grund von Indizien und der Aussage einer fragwürdigen Zeugin namens Mary Talbot, die Brendas Verlobten Howard Gilbert in der Nähe des Tatorts gesehen haben will, wird dieser zum Tode verurteilt. Die Hinrichtung soll schon in wenigen Tagen stattfinden. Sterling aber ist inzwischen von der Unschuld  des Verurteilten überzeugt und bittet nun Temple um Hilfe. Im Taschenkalender seiner Tochter findet er zweimal den Eintrag L. Fairfax und dahinter eine Uhrzeit. Aber einen Fairfax scheint niemand zu kennen.
In dem Modesalon, in dem Brenda gearbeitet hat, erfahren Steve und Paul von Betty Wayne, dass Brenda mit ihrer Arbeitskollegin June Michael befreundet war. Die Temples finden June, die anscheinend Selbstmord verübt hat. Wie bei Brenda Sterling ist der linke Schuh verschwunden.
Lance Reynolds, ein guter Freund Gilberts, bringt Temple einen Brief, in dem ein gewisser L. Fairfax die Vermutung äußert, dass der Verurteilte unschuldig sein könnte und fragt, ob der Toten ein Schuh gefehlt habe.  Kurz darauf ruft Inspektor Kingston, der den Fall Gilbert seinerzeit untersucht hat, bei Temple an und teilt ihm mit, dass man in der Grafschaft Surrey ein Wirtshaus Zum Lord Fairfax gefunden habe. Von dem Wirt Metcalf erfahren die Temples, dass nicht Brenda, sondern ihr Vater in Begleitung von June Michael dort gewesen ist. Sterling bestätigt das, doch war ihm der Name des Lokals nicht aufgefallen. Temple sucht Howard Gilbert im Gefängnis auf, der aber weder ein Wirtshaus noch eine Person mit dem Namen Fairfax kennt. Temple ist fest davon überzeugt, dass Gilbert unschuldig ist.
Als die Temples Mrs. Talbot aufsuchen, finden sie die Wohnung unverschlossen vor und es scheint niemand zu Hause zu sein. Dann klingelt das Telefon und Steve nimmt den Hörer ab. Am anderen Ende der Leitung ist Lance Reynolds. Da er Steve für Mary Talbot hält sagt er ihr, dass Hamilton in der Stadt sei und sie unbedingt auf den dritten Schuh achten solle. Kurz darauf erscheint eine ordinäre Frau in der Wohnung, die sich als Mrs. Talbot ausgibt und den Temples gegenüber ihre damalige Zeugenaussage wiederholt. Zu Hause erwartet das Ehepaar eine Überraschung. Inspektor Kingston berichtet, dass Mary Talbot bereits vor ein paar Stunden ermordet aufgefunden worden ist und dass der Toten ein Schuh fehle. Als Temple und Kingston wieder in die Wohnung eilen, finden sie diese in einem völlig verwüsteten Zustand vor. Dann erscheint Peter Galino, der Freund der Ermordeten, und behauptet, dass Mary Howard Gilbert nicht in der Nähe des Tatortes gesehen haben könne, da sie zum fraglichen Zeitpunkt bei ihm gewesen sei. Auch habe er beobachtet, wie sich Mary in dem eleganten Nachtlokal La Mortola mit Betty Wayne getroffen habe.
Die Temples beobachten Wilfried Sterling, wie er das Haus verlässt, in dem Betty Wayne eine Wohnung hat. Auf dem Rücksitz ihres Wagens finden sie den zusammengeschlagenen Peter Galino. Bevor er ohnmächtig wird, sagt er, dass Hamilton der Mann sei, den Temple suche und der in La Mortola zu finden wäre. Lynn Ferguson, die im Auftrag von Scotland Yard La Mortola verdeckt überwacht, führt Paul und Steve in den Club ein. Der Besitzer des Clubs, Louis Fabian, behauptet, keinen Hamilton zu kennen. Auch sei Mrs. Talbot niemals da gewesen. Allerdings ist ihm bekannt, dass Lynn Ferguson von der Polizei ist. Auf dem Heimweg entdecken sie in einem Taxi die „falsche Mrs. Talbot“. Sie folgen dem Wagen und stellen fest, dass die Frau das Haus von Wilfried Sterling in der Darlington Street betritt. Kurz darauf werden Schüsse auf den Wagen der Temples abgegeben.
Lynn Ferguson ist nach dem Clubbesuch nicht zu Hause angekommen. Den Temples wird ein Schuh von Lynn zugesandt. Als Temple Galino am Nachmittag im Krankenhaus besucht, widerruft der seine früheren Aussagen. Die Tatsache, dass Galino Mary Talbot vor einem Jahr in einer Bücherei kennengelernt hat, ist für den Detektiv offensichtlich eine äußerst wichtige Information. Als Temple erfährt, dass Mrs. Talbot zwei Bücher, eines über Fotografie und eine Enzyklopädie der Sozialwissenschaften, ausgeliehen hat, ist er sehr zufrieden. Wieder zu Hause, treffen die Temples Miss Ferguson in ihrem Wohnzimmer an. Sie erzählt, dass man sie entführt und in ein Haus verschleppt habe, wo man ihr eine Injektion gab, die anscheinend eine Wahrheitsdroge enthielt. Als man erfuhr, dass sie nicht in der Sache Hamilton ermittelt, ließ man sie wieder frei. 		
Bei einem Besuch in La Mortola erhält Temple von Betty Wayne den Rat, auf keinen Fall nach Reading zu gehen. Tatsächlich fordert ihn Fabian kurz danach auf, einen ehemaligen Kollegen in Reading aufzusuchen, der bereit wäre, über verschiedene Sachverhalte in dem Fall auszusagen. Paul, der inzwischen weiß, wer Hamilton ist, erkennt die Falle und nimmt die Verabredung nicht wahr. Er findet heraus, dass Wilfried Sterling die Wohnung über Miss Wayne gemietet und dort ein Abhörgerät installiert hat. Als Lance Reynolds am nächsten Tag zufällig Steve trifft und nach Hause fährt, wird sein Wagen von einem anderen Fahrzeug absichtlich gerammt.
Nachdem Betty Wayne einen Brief von Temple erhält, ist sie bereit, alles zu erzählen. Ein Mann namens Larry Boardman, der mit June Michael befreundet war, stahl einer reichen Südamerikanerin eine Brosche im Wert von ca. 50.000 Pfund. Als er tödlich erkrankte, übergab er June einen Mikrofilm, auf dem das Versteck der Brosche angegeben war. Als sie merkte, dass sich auch noch andere Personen für das Versteck interessierten, teilte June den Film in drei Teile, versteckte sie in den Absätzen von drei Paar Schuhen, behielt ein Paar für sich und verschenkte die anderen Paare an Brenda Sterling und Betty Wayne. Betty Wayne verkaufte ihren Anteil später für 1000 Pfund an Mary Talbot, die im Auftrag eines Dritten handelte.
Am nächsten Abend veranstaltet Betty Wayne auf Temples Wunsch eine Cocktailparty in ihrer Wohnung, zu der alle an dem Fall Beteiligten eingeladen sind. Temple erläutert, dass es Hamilton ebenfalls hinter dem Mikrofilm her war, zunächst Brenda tötete und im Fall von June Michael einen Selbstmord vortäuschte. Dann ließ er durch Mrs. Talbot den dritten Teil des Filmes aufkaufen und tötete sie dann ebenfalls, da sie von Hamilton eine deutlich höhere Summe forderte. Hamilton veranlasste Mary Talbot auch zu der Falschaussage, um den ersten Mord auf Gilbert abwälzen zu können. Als Temple Louis Fabian indirekt beschuldigt, Hamilton zu sein, zieht dieser eine Pistole und flieht aus der Wohnung.
Am nächsten Abend treffen die Temples Inspektor Kingston in La Mortola. Paul erzählt ihm, dass auch Lance Reynolds, der von seiner Freundin Betty von dem Film erfuhr, genau wie Wilfried Sterling hinter dem Film her war. Als ihnen klar wurde, dass Hamilton Brenda tötete, setzten sie alles daran, Howard zu retten. Mary Talbot versuchte ihrerseits, Hamilton zu erpressen; sie kannte ihn zwar nicht persönlich, hatte aber eine Vermutung. Um sich Klarheit zu verschaffen, sah sie in der Enzyklopädie der Sozialwissenschaften nach, denn dort sind auch biografische Angaben zu einigen Mitarbeitern des CID (Criminal Investigation Department) aufgeführt. Dort stieß sie auf den Namen von Inspektor Kingston. Kingston flieht in Fabians Büro, wo er einen Brand auslöst und dabei ums Leben kommt. Howard Gilbert wird am folgenden Tag aus der Haft entlassen.

## Besetzung
- René Deltgen: Paul Temple, Schriftsteller
- Annemarie Cordes: Steve, seine Frau
- Kurt Lieck: Sir Graham Forbes von Scotland Yard
- Herbert Hennies: Charlie, Diener der Temples
- Werner Lieven: Inspektor Kingston
- Ernst Ginsberg: Wilfried Stirling, Brendas Vater
- Heinz Schimmelpfennig: Lance Reynolds, Freund und Mitbewohner von Howard Gilbert
- Lilly Towska: Betty Wayne, Angestellte im Modesalon Conway & Racey
- Wolfgang Eichberger: Louis Fabian, Besitzer des Nachtclubs La Mortula
- Peter René Körner: Peter Galino, Freund von Mary Talbot
- Alwin Joachim Meyer: Howard Gilbert, Brendas Verlobter
- Marie-Luise Etzel: Lynn Ferguson, Scotland Yard
- Ursula von Reibnitz: Mary Talbot, Zeugin im Gilbert-Prozess
- Philipp Gehly: Dick Metcalf, Wirt des Lokals Zum Lord Fairfax
- Karl Brückel: Dan Priestley
- Trude Meinz: Miss White
- Eugen Lundt: Sergeant Johnson
- Hans Olsen: Gefängniswärter
- Fritz Leo Liertz: Kellner u. v. a.

- Deutsch von Elfriede Engelmann
- Musik: Hans Jönsson
- Regie: Eduard Hermann

## Veröffentlichungen
- Paul Temple und der Fall Gilbert ist beim Hörverlag auf CD und MC erschienen. (ISBN 3-89584-926-X)